# Rio Vermelho (Iguaçu)
Der Rio Vermelho ist ein etwa 32 km langer rechter Nebenfluss des Rio Iguaçu im Süden des brasilianischen Bundesstaats Paraná.

## Etymologie
Der Name Rio Vermelho bedeutet auf Deutsch Roter Fluss.

## Geografie

### Lage
Das Einzugsgebiet des Rio Vermelho befindet sich auf dem Segundo Planalto Paranaense (Zweite oder Ponta-Grossa-Hochebene von Paraná).

### Verlauf
Sein Quellgebiet liegt im Osten des Munizips União da Vitória nahe dem Rand des Umweltschutzgebiets Área de Proteção Ambiental da Serra da Esperança. Es liegt auf 835 m Meereshöhe etwa 15 km nordöstlich des Hauptorts.
Der Fluss verläuft in einem rechtsgeneigten „S“ in überwiegend südöstlicher Richtung. Er mündet im Stadtgebiet von União da Vitória auf 745 m Höhe von rechts in den Rio Iguaçu. Er ist etwa 32 km lang.

### Munizipien im Einzugsgebiet
Der Rio Vermelho verläuft vollständig innerhalb des Munizips União da Vitória.